# Zuilenstein (wijk)
Zuilenstein is een wijk van Nieuwegein, in de Nederlandse provincie Utrecht. De wijk heeft 5056 inwoners (2018).
De wijk grenst met de klok mee aan de wijken Blokhoeve, Huis de Geer, Plettenburg, Jutphaas-Wijkersloot, met als scheiding de Nedereindseweg, en Batau-Noord. In het oosten ligt het Merwedekanaal.
De wijk werd gebouwd in de jaren zeventig van de twintigste eeuw, met uitzondering van een strook in het oosten aan het Merwedekanaal. Het zuidoosten was onderdeel van de historische kern Jutphaas.
Aan de noordkant van Zuilenstein, nabij onder andere het Nieuwegeins Business Center in de wijk Blokhoeve, ligt de gelijknamige sneltramhalte Zuilenstein. Aan de westkant, langs de A.C. Verhoefweg tegen de wijk Batau-Noord aan, ligt de sneltramhalte Batau-Noord.
De woonstraten in de wijk zijn allen vernoemd naar een thema uit de muziek. Zo zijn er straten vernoemd naar muziekinstrumenten, componisten en bekende opera's.

## Recreatie
- Park Kokkebogaard

Woonwijken: Batau-Noord · Batau-Zuid · Blokhoeve · Doorslag · Fokkesteeg · Galecop · Hoog-Zandveld · Huis de Geer · Jutphaas-Wijkersloot · Lekboulevard · Merwestein · Stadscentrum · Vreeswijk · Zandveld · Zuilenstein

Overige wijken: Het Klooster · Hoge Landen · Laagraven-Liesbosch · Oudegein · Plettenburg · De Wiers

Voormalige gemeenten: Jutphaas · Vreeswijk

Utrecht · Plaatsen in de provincie      Nederland · Provincies · Gemeenten